# Toys For Bob
Toys For Bob is een kleinschalige Amerikaanse computerspelontwikkelaar. Het bedrijf werd opgericht in 1989 door Paul Reiche III en Fred Ford. Het hoofdkantoor staat in Novato, Californië.
Toys For Bob kreeg naamsbekendheid door het ontwikkelen en programmeren van Tony Hawk's Downhill Jam voor de Wii. Andere populaire series die het bedrijf heeft ontwikkeld zijn de Skylanders-serie en Star Control-serie, waar het bedrijf een aantal prijzen in de computerspelindustrie voor heeft ontvangen.
Activision nam het bedrijf op 3 mei 2005 over.

## Ontwikkelde spellen
| Jaar | Titel                                         | Platform                                                                                 |
| ---- | --------------------------------------------- | ---------------------------------------------------------------------------------------- |
| 1990 | Star Control                                  | Amiga, Commodore 64, MS-DOS, Mega Drive                                                  |
| 1992 | Star Control II                               | 3DO, MS-DOS                                                                              |
| 1994 | The Horde                                     | 3DO, MS-DOS, Saturn                                                                      |
| 1996 | Pandemonium!                                  | Windows, PlayStation, Saturn                                                             |
| 1998 | The Unholy War                                | PlayStation                                                                              |
| 1999 | Majokko Daisakusen: Little Witching Mischiefs | PlayStation                                                                              |
| 2000 | 102 Dalmatians: Puppies to the Rescue         | Dreamcast, Game Boy Color, Windows, PlayStation                                          |
| 2003 | Disney's Extreme Skate Adventure              | GameCube, PlayStation 2, Xbox                                                            |
| 2005 | Madagascar                                    | GameCube, Windows, PlayStation 2, Xbox                                                   |
| 2006 | Tony Hawk's Downhill Jam                      | PlayStation 2, Wii                                                                       |
| 2008 | Madagascar: Escape 2 Africa                   | Windows, PlayStation 2, PlayStation 3, Wii, Xbox 360                                     |
| 2011 | Skylanders: Spyro's Adventure                 | Windows, OS X, PlayStation 3, Wii, Wii U, Xbox 360                                       |
| 2012 | Skylanders: Giants                            | PlayStation 3, Wii, Wii U, Xbox 360                                                      |
| 2014 | Skylanders: Trap Team                         | Android, iOS, Nintendo 3DS, PlayStation 3, PlayStation 4, Wii, Wii U, Xbox 360, Xbox One |
| 2016 | Skylanders: Imaginators                       | Nintendo Switch, PlayStation 3, PlayStation 4, Wii U, Xbox 360, Xbox One                 |
| 2018 | Crash Bandicoot: N. Sane Trilogy              | Nintendo Switch                                                                          |
| 2018 | Spyro Reignited Trilogy                       | PlayStation 4, Xbox One, Windows, Switch                                                 |
| 2020 | Crash Bandicoot 4: It's About Time            | PlayStation 4, Xbox One                                                                  |